# Château du Tertre (Gironde)
Pour les articles homonymes, voir Château du Tertre.
Le château du Tertre est un domaine viticole de 80 hectares dont 58 hectares de vignobles, situé à Arsac en Gironde. Produisant du vin en appellation margaux, il est classé cinquième grand cru dans la classification officielle des vins de Bordeaux de 1855.

## Histoire

### La seigneurie antérieure
L'histoire de cette propriété remonte au XVIe siècle, lorsque Thomas de Montaigne, frère de Michel de Montaigne, épouse Jacquette d’Arsac et devient en 1590 « seigneur des Maisons Nobles d’Arsac et du Castéra et autres en Médoc ». Au XVIIe siècle, cette seigneurie appartient successivement à la famille d’Arrérac et à la famille de Ségur.

### Constitution du domaine et construction du château
Au XVIIIe siècle, la famille Mitchell y constitue le domaine du Tertre. L'industriel et gentilhomme verrier Pierre Mitchell (1687-1740) rachète en 1724 une partie de la seigneurie, et en agrandit progressivement le domaine viticole de 1724 à 1740, par plus de vingt actes notariés. Il y fait construire le château du Tertre vers 1736. Sa femme et leur fils François-Patrice Mitchell complètent son œuvre avec deux nouveaux achats en 1748 et en 1749.

### Classé grand cru de Margaux
Henri de Koenigswarter en est propriétaire au XIXe siècle. La propriété est inchangée depuis 1855, époque où les vins du Tertre accèdent à la renommée mondiale, notamment grâce au classement de 1855 qui fait de château du Tertre un grand cru classé de margaux.
En 1925 le château du Tertre est acheté par le négociant belge Achille de Wilde et conservé dans la famille jusqu'en 1952. En 1997, Eric Albada Jelgersma, homme d’affaires néerlandais, également propriétaire du château Giscours, rachète ce domaine à la famille Capbern Gasqueton, fondateurs de la VGA Médoc et propriétaires de Château Calon-Ségur. Il réalise d’importants investissements afin d’en restructurer l’ensemble.
En janvier 2021, la propriété est vendue à une compagnie d’assurances qui confie pour un bail de 25 ans l’exploitation du domaine à la famille Helfrich, propriétaire des Grands Chais de France,,.

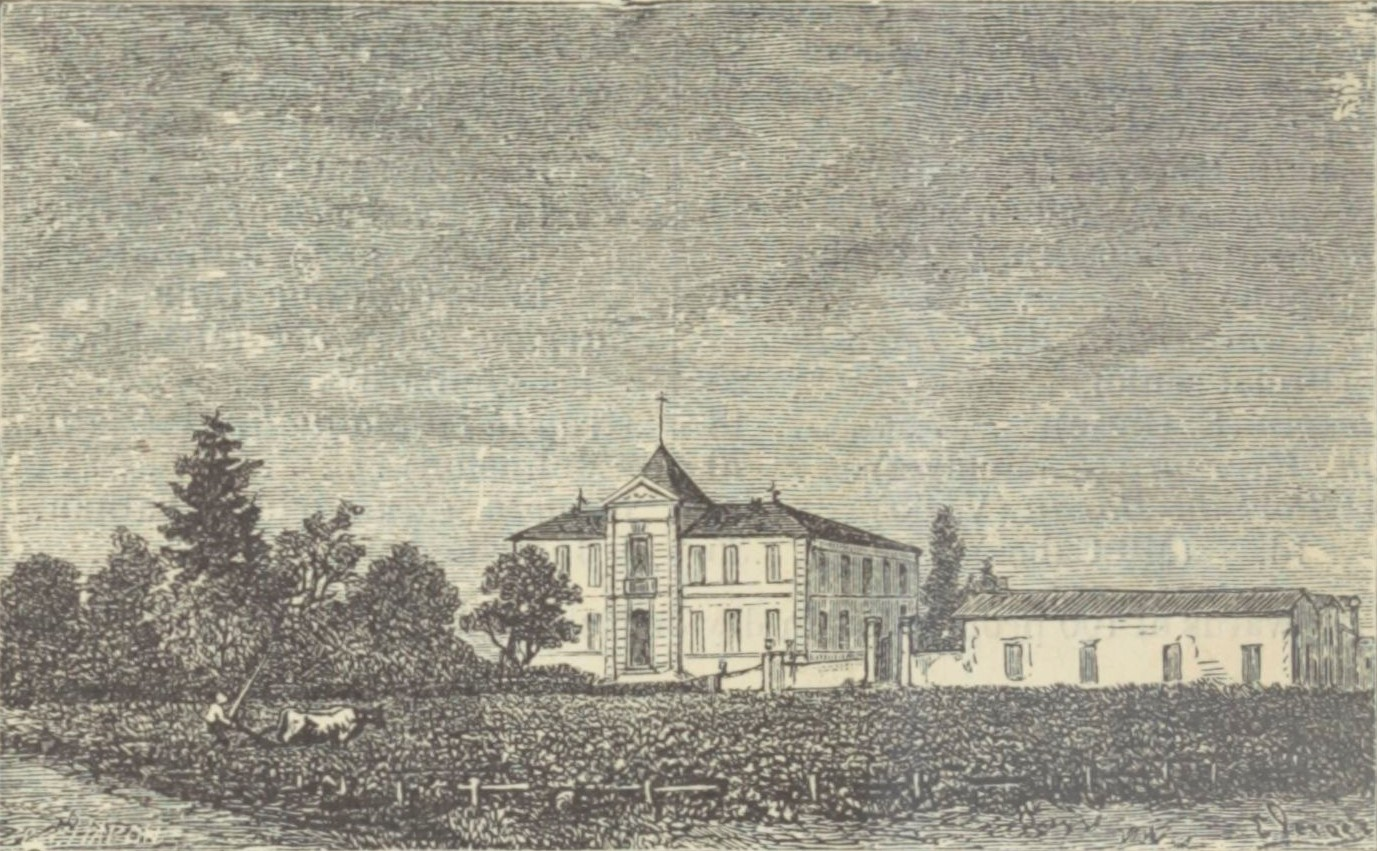
Illustration du château du Tertre en 1898.
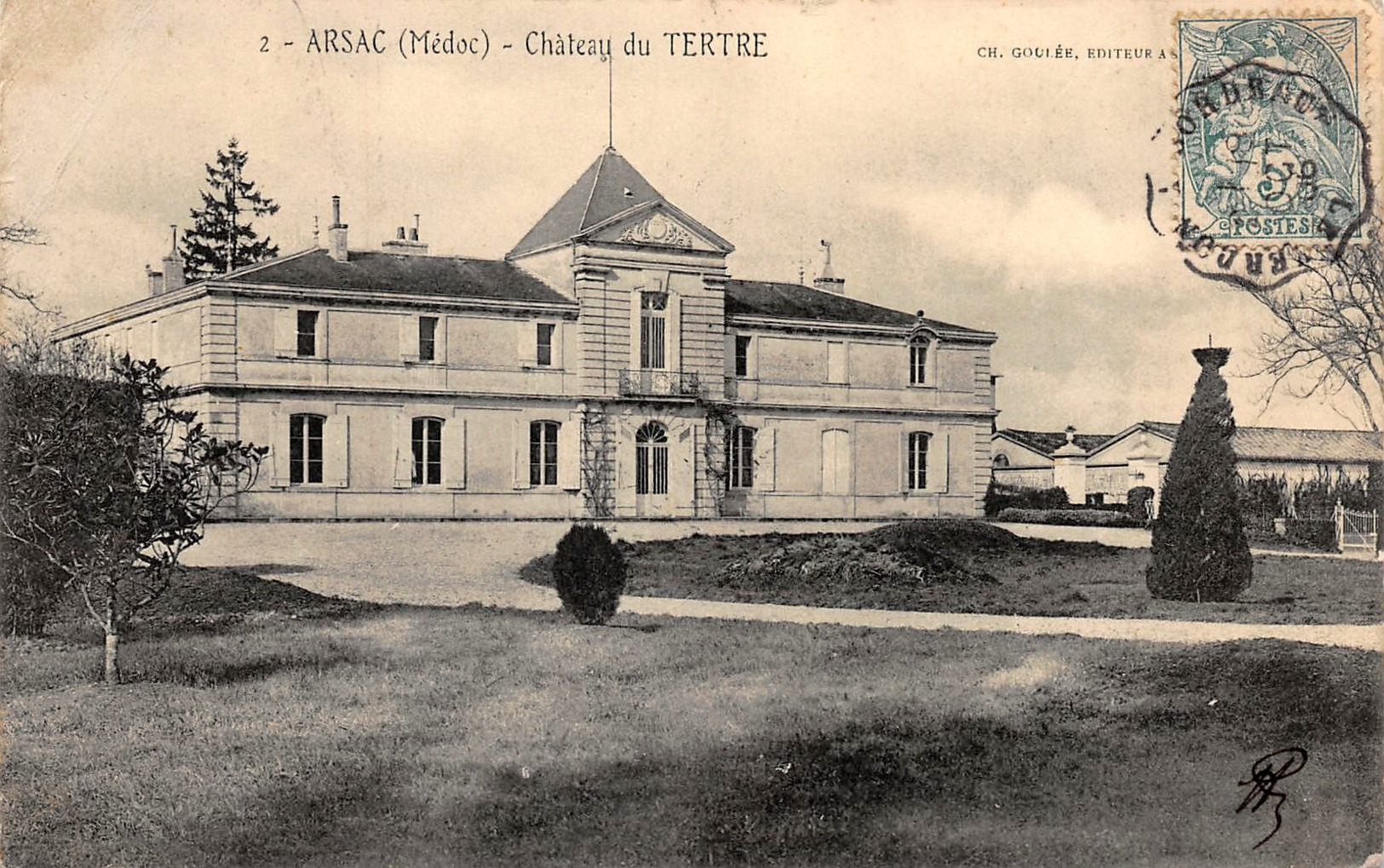
Le château du Tertre dans les années 1900-1905.

## Vignoble

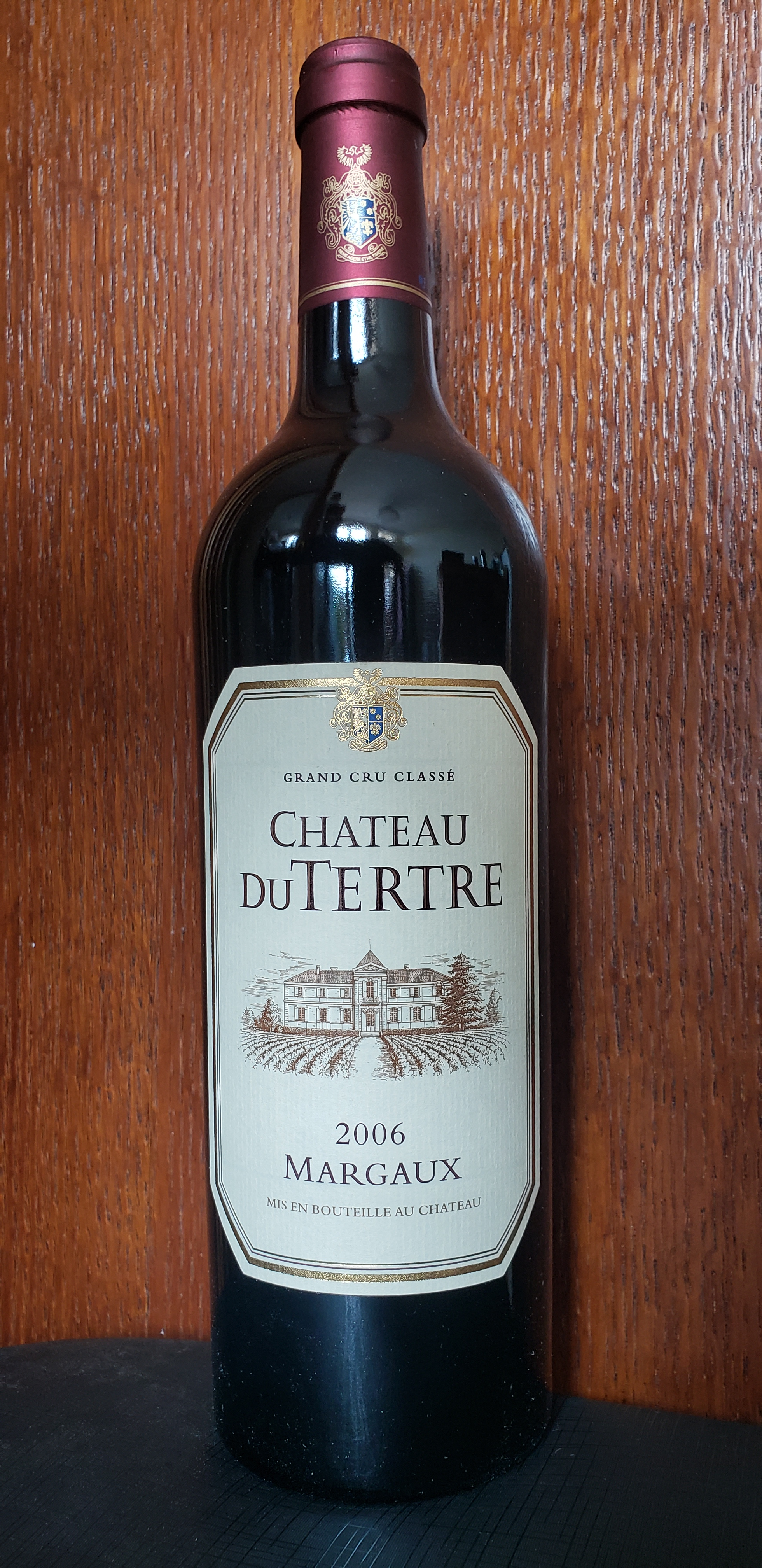
Grand vin, millésime 2006.

Le vignoble s'étend sur 58 hectares cultivés, avec un encépagement en rouge constitué à 56 % de cabernet sauvignon, 20 % de merlot, 15 % de petit verdot et 9 % de cabernet franc, et en blanc à 50 % de chardonnay, 27 % de sauvignon blanc, 15 % de viognier et 8 % de gros manseng. Les vignes ont 40 ans d'âge moyen.

## Vins
L'élevage se fait pendant 12 à 15 mois en barriques.

#### Presse
- Jacques Dupont, « Château du Tertre en marche », sur Le Point, 6 décembre 2017.
- « Château du Tertre », sur lefigaro.fr.

#### Internet
- « Château Le Tertre », sur inventaire.nouvelle-aquitaine.fr, Inventaire général du patrimoine culturel.
- « Cuvier, actuellement chais du château du Tertre », sur inventaire.nouvelle-aquitaine.fr, Inventaire général du patrimoine culturel.
- « Château du Tertre », sur ABC du Vin.
- François Collombet, « Tertre (château du Tertre) appellation Margaux (Médoc, Bordeaux) Cinquième Cru classé (1855) », sur Dico du vin, 11 septembre 2012.
- (en) « Chateau du Tertre Margaux Bordeaux, Complete Guide », sur The Wine Cellar Insider.
- (en) « Chateau du Tertre », sur Wine-searcher.